# بلتون (کنتاکی)
بلتون (به انگلیسی: Belton) یک منطقهٔ مسکونی در ایالات متحده آمریکا است که در شهرستان مولنبرگ، کنتاکی واقع شده‌است. بلتون ۱۳۸٫۰۸ متر بالاتر از سطح دریا واقع شده‌است.